# Hultsfredsfestivalen 1990
Hultsfredsfestivalen 1990 var en musikfestival som ägde rum i Folkets park, Hultsfred, 11-12 augusti 1990. Biljetterna kostade 360 kr (+ avgift) vid förköp och 420 kr vid entrén. Festivalen var den femte Hultsfredsfestivalen och hade detta år 16 000 besökare.
Festivalen hade 1990 sex scener: Hawaii, Sahara, Teaterladan, Stora dans, Argus och Skaken. Ny scen för detta år var Skaken.
Två artister ställde in sin medverkan 1990: World Party (Storbritannien) och Geoffrey Oryema (Uganda). World Party ställde in med så kort varsel att vissa festivalbesökare inte fick reda på det förrän Nick Lowe, som ersatte World Party, kom in på scenen. 

## Medverkande artister
Om inget annat anges kommer artisterna från Sverige.

### Hawaiiscenen
- The Waterboys (Storbritannien/Irland)
- Dan Reed Network (USA)
- Hothouse Flowers (Irland)
- Nick Lowe (Storbritannien)
- Joan Jett & The Blackhearts (USA)
- Buzzcocks (Storbritannien)
- Wilmer X
- Ronny Jönsson

### Sahara
- Jungle Brothers (USA)
- Mary Coughlan (Irland)
- Sator
- The Sinners
- Perssons Pack
- The Charlatans (Storbritannien)
- The Leather Nun
- Tapirerna
- Soul Asylum (USA)

### Teaterladan
- Ed Kupper with Mark Dawson (Australien)
- An Emotional Fish (Irland)
- Mega City Four (Storbritannien)
- Meat Beat Manifesto (Storbritannien)
- Bel Canto (Norge)
- Artillery (Danmark)
- 22 Pistepirkko (Finland)
- Easy
- Psychotic Youth
- Dom Dummaste
- In the Colonnades
- Soul Patrol
- Omnitron

### Argus
- M.A. Numminen (Finland)
- Toni Holgersson
- Fläskkvartetten & Freddie Wadling
- Kumikameli (Finland)
- Peter Wahlbeck & Trio Kopf
- Teaterdepartementet & Cirkus Galago
- Blue & Green (Storbritannien)
- Gunnar Danielsson
- John Peter Gister
- Petter Larsson
- Karin Bellman
- Ingela Gidlund
- Katzen Kapelle
- Åsa Wettergren
- Henrik Wallgren & Oro
- Eva C Katahriner
- Lotta Orwin
- Göran Greider
- Thomas Tidholm & Peter Bryngelsson
- Martin St. Pierre (Argentina)
- Paria
- Shereazade
- Husvagnsteatern
- Trio Lligo
- Jordklotets president
- Thirteen Moons

### Stora dans
- How Do I (Danmark)
- Upstartz (USA)
- Intermission
- Bebop
- Oven & Stove
- Elvira
- Korova Milkbar
- 99th Floor
- Straight Up
- Cod Lovers
- Maria Anderberg
- Vulva
- Self Made Man
- In the Clouds
- Remedy
- Room Service

### Skaken
- DJ Mats Nileskär/Soul Corner
- DJ Thomas Gylling/Tropicopop